# Tricentrus megaloplasius
Tricentrus megaloplasius är en insektsart som beskrevs av Chou och Yuan. Tricentrus megaloplasius ingår i släktet Tricentrus och familjen hornstritar. Inga underarter finns listade i Catalogue of Life.